# مسعود
مسعود (عربی: مسعود) یک نام عربی برای مردان است و به معنای خوشبخت و شاد می‌باشد. این نام در کشورهای اسلامی رایج است.

## اسم کوچک
- مسعود پزشکیان، رییس جمهور ایران
- سلطان مسعود غزنوی، پادشاه ایرانی
- مسعود بهنود،  روزنامه‌نگار اهل ایران
- مسعود بارزانی، رئیس جمهور کردستان عراق
- مسعود ییلماز سیاستمدار اهل ترکیه
- مسعود رجوی، رهبر سازمان مجاهدین خلق
- مسعود شجاعی، فوتبالیست اهل ایران
- مسعود فولادی، موسیقیدان اهل ایران
- مسعود اوزیل، فوتبالیست اهل آلمان
- مسعود کیمیایی، کارگردان اهل ایران
- مسعود ده‌نمکی، کارگردان اهل ایران
- مسعود رسام، کارگردان اهل ایران
- مسعود سلطانی‌فر،  سیاست‌مدار اهل ایران
- مسعود فراستی، منتقد سینما

## نام خانوادگی
- احمد شاه مسعود، مبارز تاجیک‌تبار جنگ داخلی افغانستان.